# Klövbergets naturreservat (del i Västernorrlands län)
Klövbergets naturreservat är ett länsöverskridande naturreservat med denna del i Sundsvalls kommun i Västernorrlands län. Reservatet omfattar även en del i Gävleborgs län, Klövbergets naturreservat (del i Gävleborgs län).
Området är naturskyddat sedan 1993 och är 23 hektar stort. Reservatet består av granskog. 